# Амфиарай
Амфиарай (др.-греч. Ἀμφιάραος) — персонаж греческой мифологии, царь Аргоса из династии потомков Мелампода, обладавший способностями прорицателя. Правил совместно со своим родичем Адрастом, на сестре которого Эрифиле был женат. Амфиарай знал, что поход Семерых против Фив закончится поражением, но был вынужден к нему присоединиться из-за настояний жены, подкупленной Полиником. В решающем бою благодаря вмешательству Зевса был поглощён разверзшейся землёй, а потом получил бессмертие. Его сын Алкмеон отомстил за отца, убив собственную мать.

## Молодость и пророческий дар

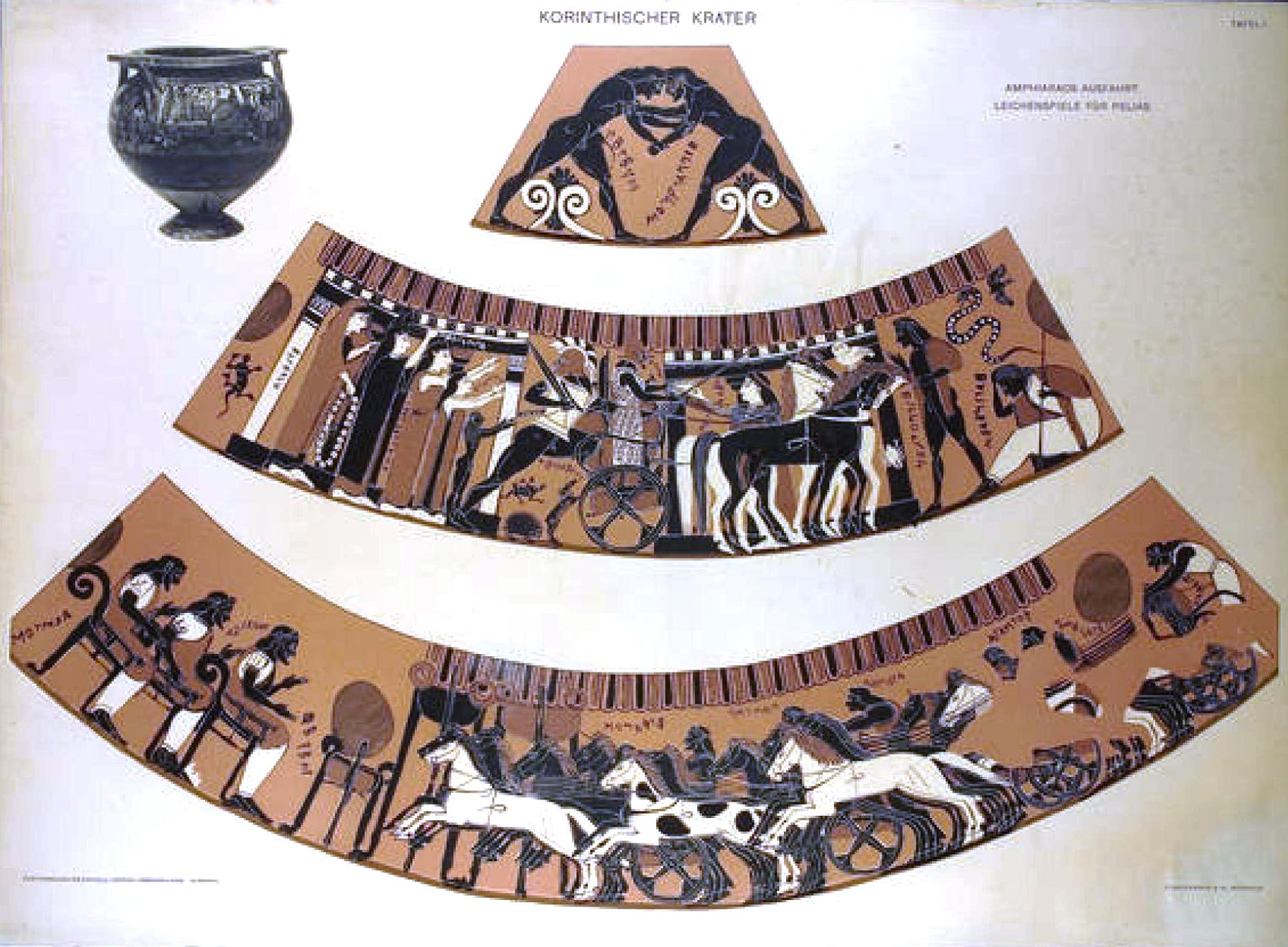
Выступление Амфиарая (в центре) в поход на Фивы. Слева Эрифила с ожерельем. Роспись чернофигурного кратера из Коринфа, 570—560 гг. до н. э.

Прорицатель. Во Флиунте показывали «Вещий» дом, в котором Амфиарай провёл ночь, после чего стал пророчествовать. С тех пор дом оставался запертым. Первым воздержался от употребления бобов.
Аргонавт. На играх по Пелию победил в прыжках. Участник Калидонской охоты.
Женат на Эрифиле. Временно изгнал Адраста из Аргоса. Когда у Амфиарая произошло столкновение с Адрастом (спор за царскую власть), Амфиарай после примирения поклялся, что он будет полагаться на суд Эрифилы. Адраст и Амфиарай разделили царскую власть.

## Поход на Фивы
Согласно Гомеру, Амфиарай погиб «жертвой женского златолюбия». Благодаря своему пророческому дару Амфиарай знал, что все участники в войне против Фив погибнут, за исключением Адраста. Он не хотел поэтому принимать участия в этом походе, пока не был принуждён к тому женой своей Эрифилой, которой он раньше уже обязался в этом клятвой; по другим рассказам, Амфиарай отправился на войну после того, как она открыла всем место, где он спрятался, не желая идти в поход. Один из Семерых против Фив.
Но, отправившись в поход, он поручил сыну своему Алкмеону, а также, как передают другие, и младшему сыну, Амфилоху, отомстить за его смерть, чтобы они, когда вырастут, убили свою мать. В Немейских играх победил в прыжках и метании диска. Убил змея, убившего Офельта.
Стоял у Гомолоидских ворот. Либо стоял у Претидских ворот Фив. Отрубил Меланиппу голову и дал её Тидею, которого ненавидел. Всё войско аргивян было действительно уничтожено фиванцами и только одному Адрасту удалось спастись.
У реки Исмена Амфиарай обратился в бегство. Когда Периклимен его настиг и готовился метнуть в него дротик, Зевс метнул перун, и Амфиарай вместе с колесницей и возничим исчез в расщелине: Зевс сделал его бессмертным. Это было в городе Гарме на пути из Фив в Халкиде.

## Традиция
В месте, где Амфиарай восстал из недр земли, воздвигнут был находившийся в большом почёте храм Амфиарая с оракулом сновидений; остатки этого храма найдены в новейшее время в 2 километрах к востоку от современного малого города Маркопулона, в 8 километрах к востоку от Оропоса, в 3 километрах к западу от Каламоса. Между другими святилищами Амфиарая пользовался сначала значением храм, находившийся в Фивах, но мало-помалу он должен был уступить первенство вышеупомянутому. Античное искусство часто брало приключения Амфиарая, в особенности же его поход против Фив, темой для своих произведений.
Царствует среди мёртвых. Богом впервые стали считать Амфиарая в Оропе, там его оракул, святилище перенесено по указанию оракула из фиванской Кнопии. Ороп — город спорный между Аттикой и Беотией.
Статуя Амфиарая в Афинах. Изречения Амфиарая издал в стихах Иофонт из Кноса. Его дом показывали в Аргосе. Святилище в Спарте.
Действующее лицо сатировской драмы Софокла «Амфиарай», трагедии Еврипида «Гипсипила», пьес Клеофонта и Каркина Младшего и неизвестного автора «Амфиарай», комедии Аристофана «Амфиарай».
Современные исследователи отмечают хтонизм его культа.